# 隕石

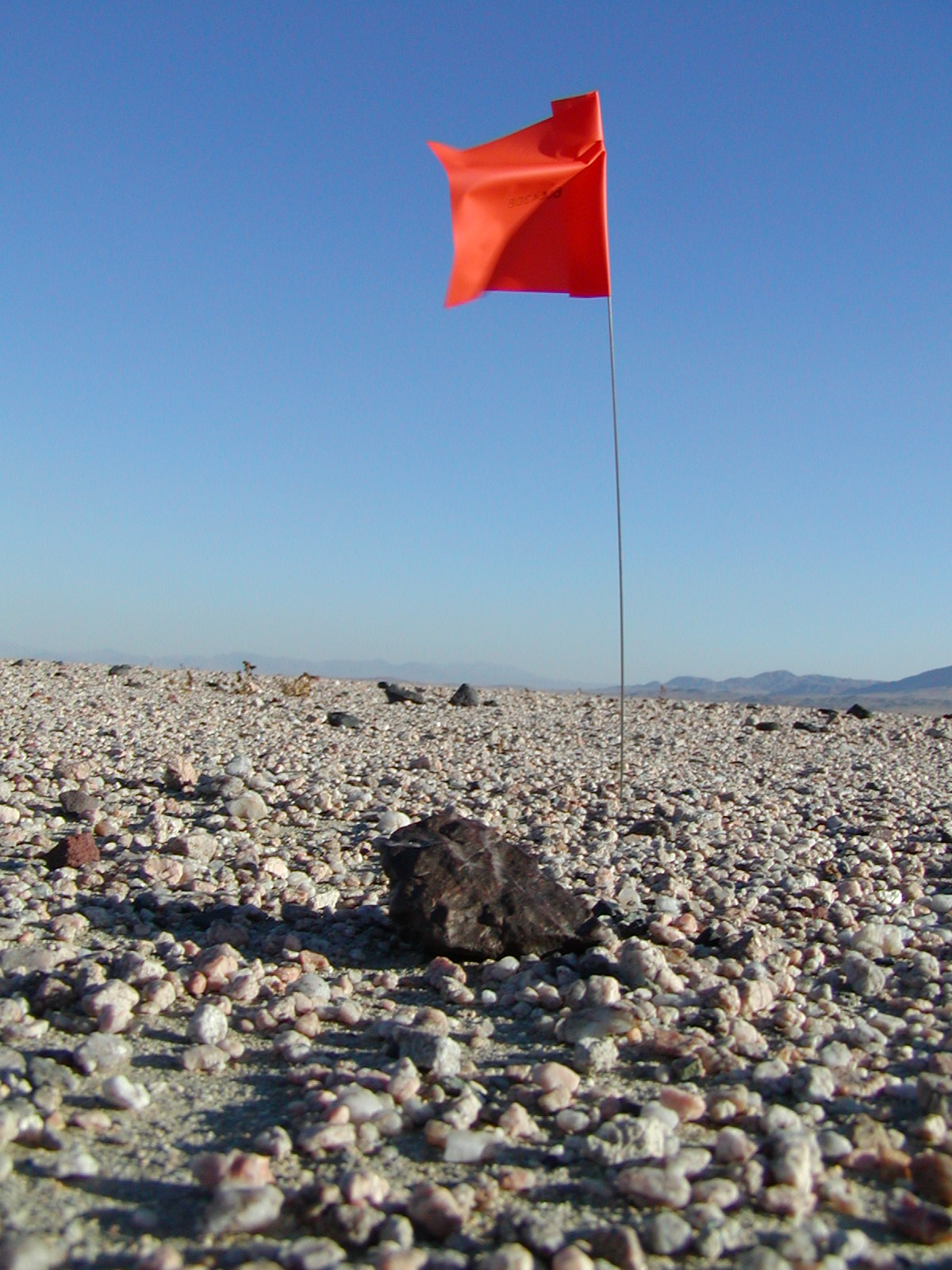
隕石探しで見つかった隕石（2006年、モハーヴェ砂漠）。

隕石（いんせき、meteorite）とは、惑星間空間に存在する固体物質が地球などの惑星の表面に落下してきた物体のこと。
「隕」が常用漢字に含まれていないため、「いん石」とまぜ書きされることもある。昔は「天隕石」「天降石」あるいは「星石」などと書かれたこともある。

## 概説
惑星間空間に存在する固体物質が地球あるいは惑星表面に落下してきた際、大気を通過中に高熱で気化せずに残ったものが隕石である。
地球に落下する際に、大気との摩擦で表面が融け、通常この部分が黒く見え、この部分はフュージョンクラストと呼ばれる。地上に落下した隕石のうち8割以上が普通コンドライト（後述）で、普通は主にかんらん石や輝石から出来、日本でよく見られる安山岩や花崗岩と比べると重い。このコンドライトに分類される隕石のほとんどは主にケイ酸塩鉱物から形成されるコンドリュールと呼ばれる球形粒子を含み、このコンドリュールは隕石特有の組織で、地上の岩石では似たような組織は見られない。
1985年までに発見された2700個の隕石中、落下するところが目撃されたのはおよそ45%である。南極では日本をはじめとする各国の南極観測隊が1985年まででも7500個の隕石を回収した。隕石カタログ（Catalogue of Meteorites 2000年版）には2万2507個（南極隕石1万7808個を含む）が掲載されている。このうち2万1514個（95.6%）が石質隕石、865個（3.8%）が鉄隕石、116個（0.5%）が石鉄隕石である。
放射性同位体を用いた測定によって、隕石の多くはおよそ45億年ほど前にできたもので、太陽系の初期、原始惑星が形成された当時の始原的な物質であろうと推定されている。また、隕石の起源天体と流星物質の起源天体は必ずしも同種ではない。

### 大きさ

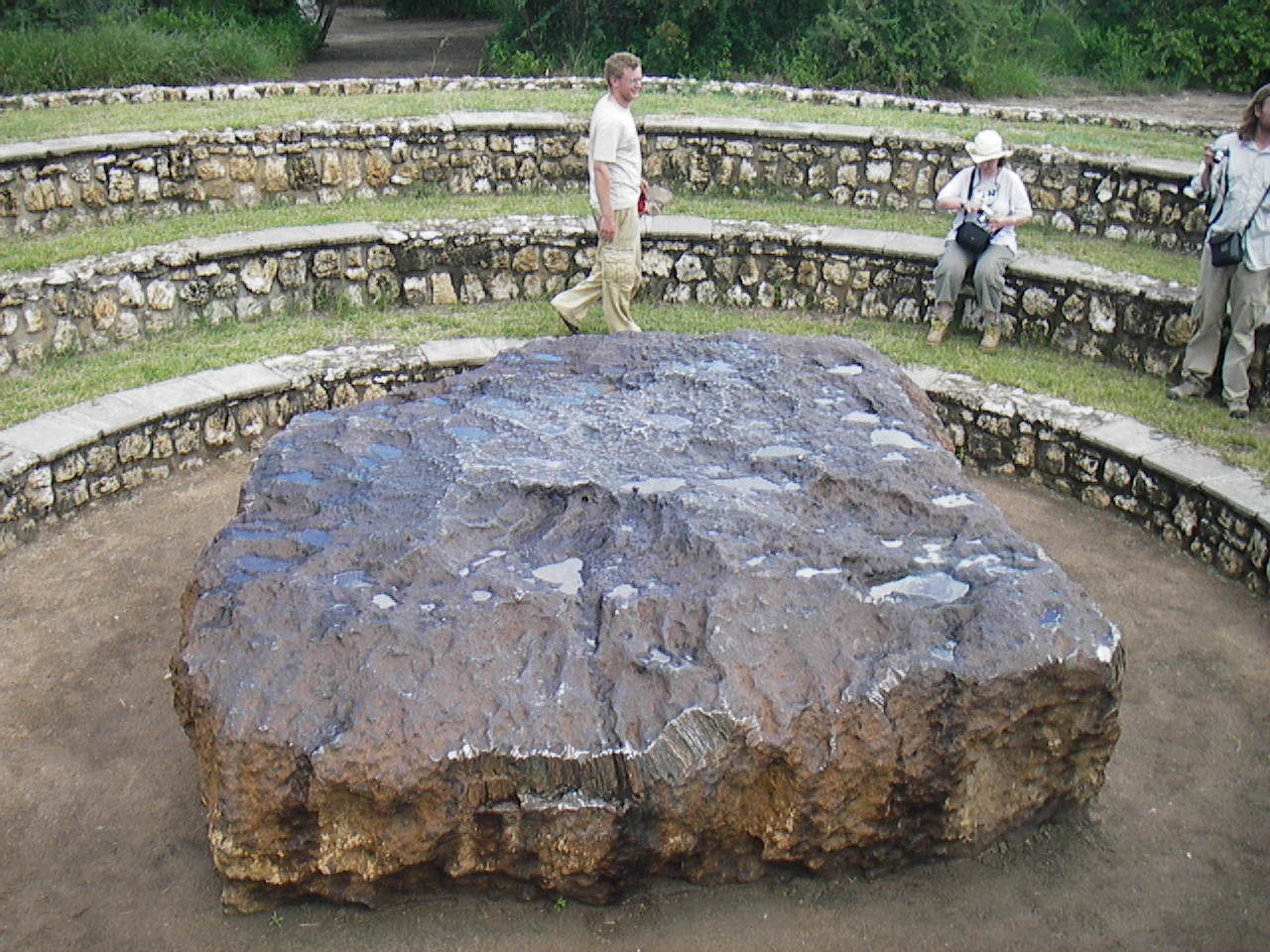
今のところ発見された中で最大とされるホバ隕石

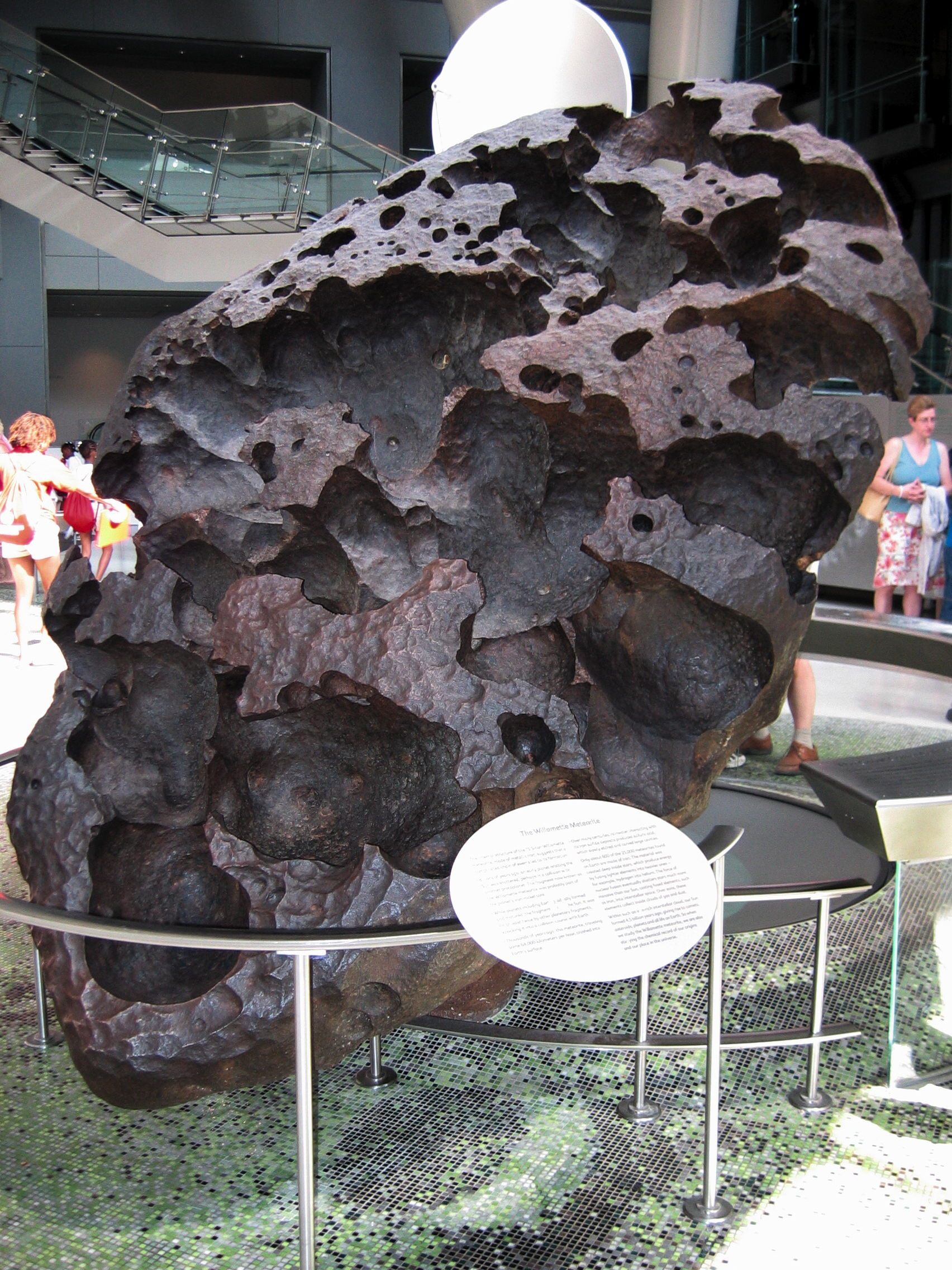
アメリカ自然史博物館に展示されたウィラメッテ隕石

地表に到達するまでに小片になることもあれば、大きな塊のまま到達することもある。
大気との衝突によって多数の破片になり、楕円形の飛散地域（長径数キロメートルから数十キロメートル)に、数十個から数百個程度、まれには数万個程度の微小な物質となって落下する（「隕石雨」と呼ばれる）。この場合は数百グラムから数キログラム程度のものが多い。
大きな塊のまま落ちてくることもあり、北アメリカのバリンジャー隕石孔（直径1.2キロメートル）を作った隕石は数万トン から数十万トンの質量だったと推定されている。隕石そのものが発見された中で最大なのは（1988年の『世界大百科事典』出版当時で）ナミビアのホバ隕石で、重さ66トン、幅約3メートルである。

### 語源
「隕石」を意味する英語 "meteorite"（メテオライト）の語源は、ギリシア語で「空に現れるもの」を意味する "μετέωρον"（ "meteoron"、メテオロン）で、これは「空中高く」を意味する "μετέωρος"（ "meteoros"、メテオロス）の形容詞に由来する。
漢字の『隕』は「天空から落ちる」という意味があり、日本でこの漢字を "meteor" の訳語に使ったのは宮里正静（明治8年・1875年）の「隕星石」が最初と考えられている。その後、明治20年代には「隕石」あるいは「大隕石」の語が用いられている（ただし、「隕石」という単語自体は中国の歴史書である「漢書」で既に使用されており、卷八十五・谷永杜鄴傳第五十五に「鄴未拜，病卒。鄴言民訛言行籌，及谷永言王者買私田，彗星隕石牡飛之占，語在五行志。」とある）。

## 落下の様子
落下の時には巨大な火球が出現し、夜間は空が真昼のように明るくなることもある。衝撃波による爆音の響く範囲は数十キロメートル四方を越えることも多い。

### 伝承
さまざまな地域に隕石のことを語ったと思われる伝承や記録が数多く残されている。
旧約聖書の『ヨシュア記』には次のような記述がある。
『続日本紀』の天平宝字8年（764年）9月18日条の記録として「是夜有星、落于押勝臥屋之上」という記述がある。この他、宝亀3年（772年）6月19日条には、「京内に隕石、大きさは柚子くらいあり、数日でやんだ」とある。
落下の伝承と隕石自体が現存する中で最古のものは、861年に福岡県直方市に落下した直方隕石である。ただし直方隕石が実際に落下したのは1749年とする説も存在する。

## 分類
金属鉄 (Fe) とケイ酸塩鉱物の比率で大きく3つに分類される。

### 鉄隕石（隕鉄）

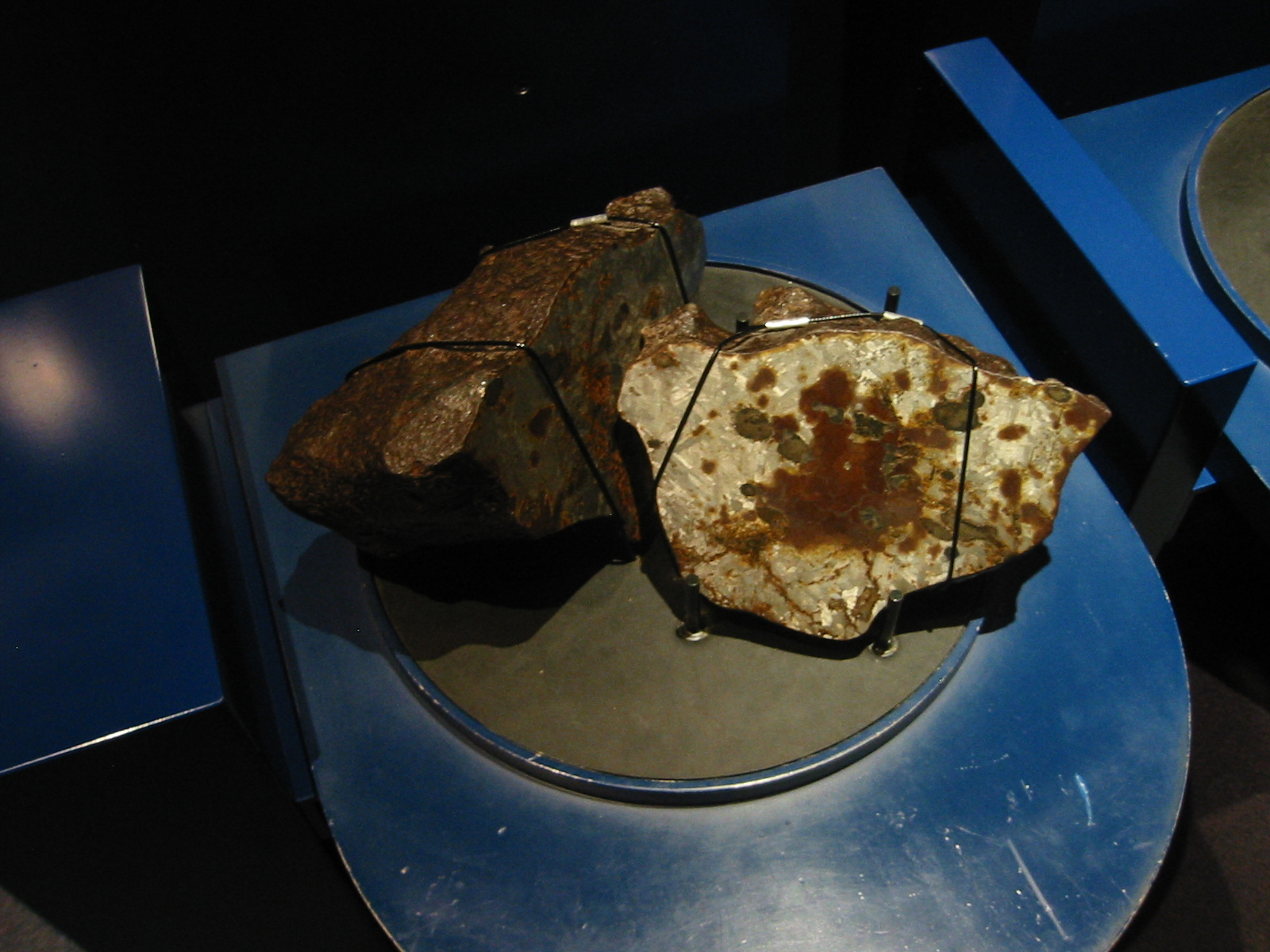
鉄隕石

鉄隕石 (iron meteorite) は、主に金属鉄（Fe-Ni合金）から成る隕石である。分化した天体の金属核に由来する。
ニッケル含有比と構造から、ヘキサヘドライト (hexahedrite) 、オクタヘドライト (octahedrite) 、アタキサイト (ataxite) に大きく分けられる。
オクタヘドライトには、数百万年の時間スケールでの冷却によって生じるウィドマンシュテッテン構造が特徴的な模様として現れる。これはFe-Ni合金の正八面体型結晶構造が出現したものでオクタヘドライトと呼ばれるものの特長である。平均して8.59%程度のニッケル、0.63%程度のコバルト、数ppmの金、白金、イリジウムなどの貴金属も含まれる。また少量のリンおよび炭素などの非金属元素も含まれる。
地域によっては、農具などに利用されていた。日本刀の原料（材料）として使われたこともある。

### 石鉄隕石

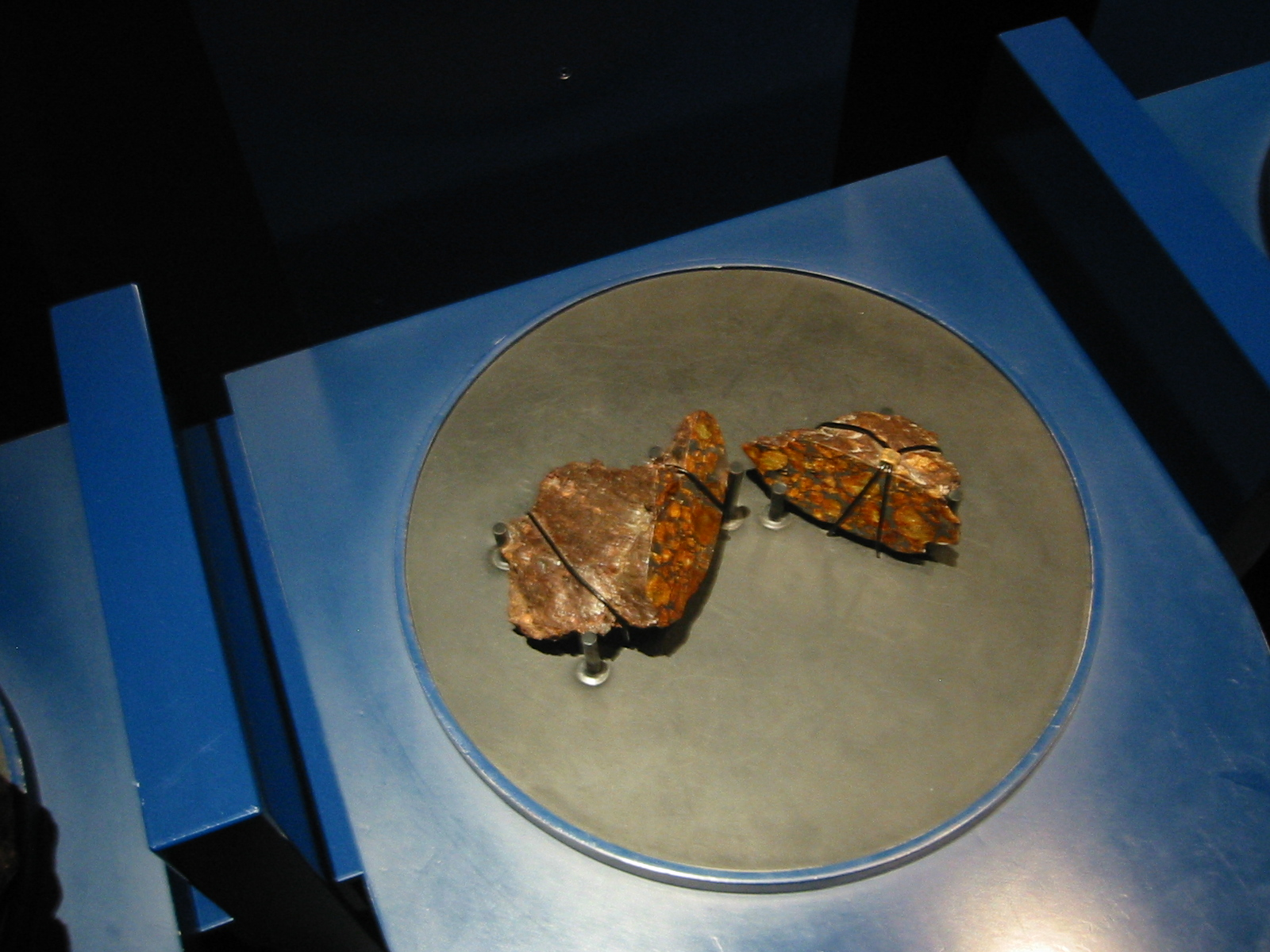
石鉄隕石

石鉄隕石 (stony-iron meteorite) は、ほぼ等量のFe-Ni合金とケイ酸塩鉱物から成る隕石である。分化した天体のマントルに由来する。パラサイト (pallasite) とメソシデライト (mesosiderite) に分類される。
固体惑星に似た組成の小天体のうち、概ね直径100キロメートル以上のものは内部が融解し得ると考えられている。小天体の内部で融解が生じれば、重力によって成分分離が起こり、密度の大きい金属が中心に集まって核となり、これをより密度の小さい岩石質の物質が包んでマントルとなる。このような小天体が、相互衝突などによる何らかの外力を受けて破壊されたものが、隕石として地表に落下してくる天体小片であると考えられる。中心核が鉄隕石であり、マントル部が石質隕石である。小天体の中心核とマントルは明瞭な境界があるのではなく、境界領域では金属鉄と岩石が混在する。これが石鉄隕石の起源物質であると考えられている。
トロイライトと呼ばれる鈍い金属光沢を持つ硫化鉄鉱物を伴うことが多い。

### 石質隕石
石質隕石 (stone meteorite) は、主にケイ酸塩鉱物から成る隕石である。球粒状構造のコンドルール (chondrule) があるコンドライト (chondrite) と、ないエイコンドライト (achondrite) に大きく分けられる。
コンドライトは未分化の天体、エイコンドライトは分化した天体の地殻やマントルに由来する。月隕石、火星隕石などはエイコンドライトに含まれる。

## 有史以降の主な被害

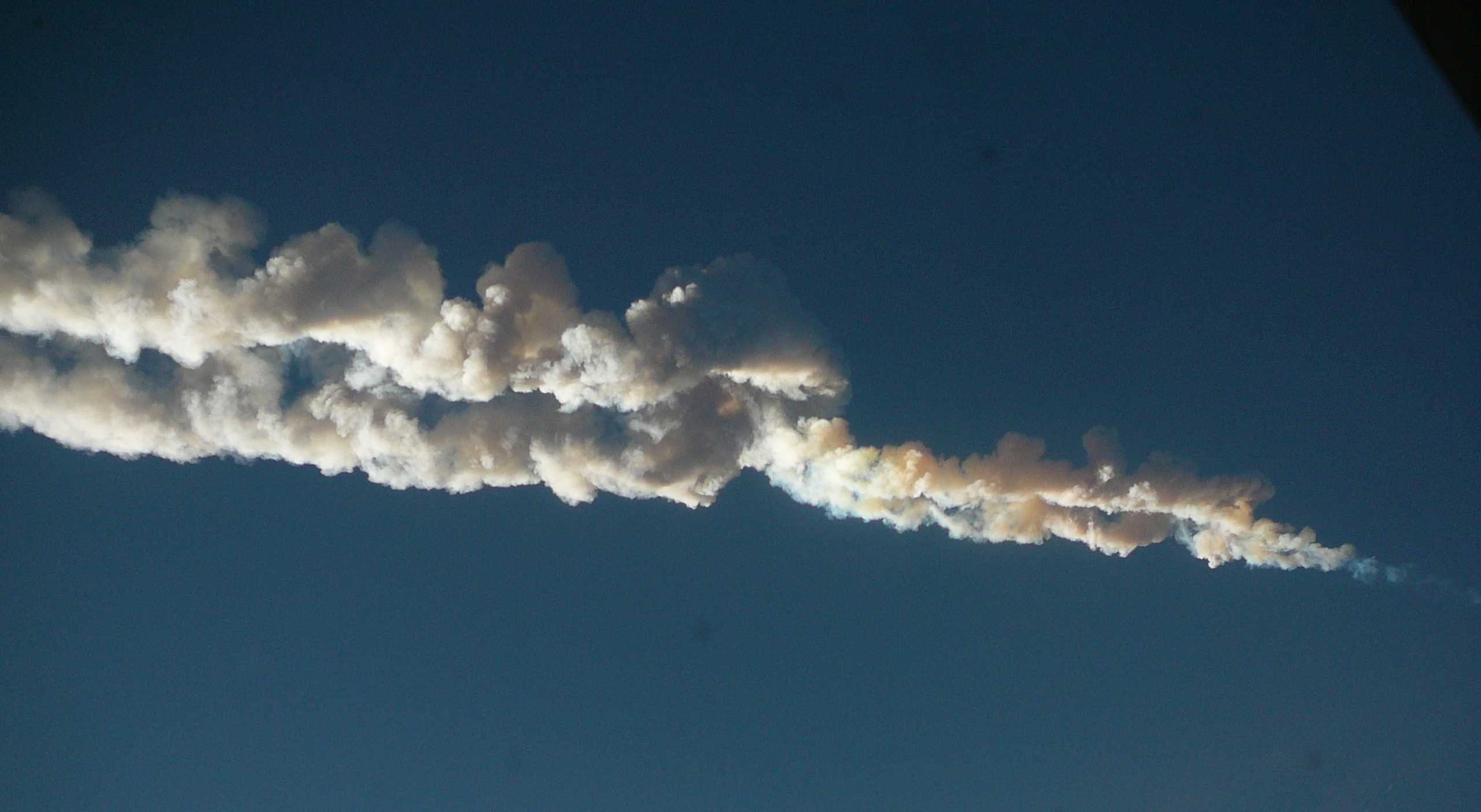
2013年チェリャビンスク州の隕石落下では火球が目撃され、衝撃波で多数の人が負傷した。写真は火球が空中に残した跡。

- 1825年 - インドで隕石の落下による死亡事故が発生（未確定）。[9][10]
- 1908年6月30日 - ロシア帝国・ツングースカで天体衝突が発生し、人的被害はなかったものの、一方向に樹木がなぎ倒されるといった被害が発生。[11]（ツングースカ大爆発）
- 1954年11月30日 - アメリカ・アラバマ州で屋根を突き破って家具に当たった隕石が就寝中の女性に当たって負傷。[11]（ホッジス隕石）
- 1992年12月10日 - 島根県美保関町（現松江市美保関町）で隕石が民家に落下して屋根を突き破って床下にまで達した。[11]（美保関隕石）
- 2013年2月15日 - ロシア連邦・チェリャビンスク州に隕石が落下し、割れたガラス等で1491人が負傷、4474棟の建物が損壊。[11]（2013年チェリャビンスク州の隕石落下）

## 日本の保有する隕石

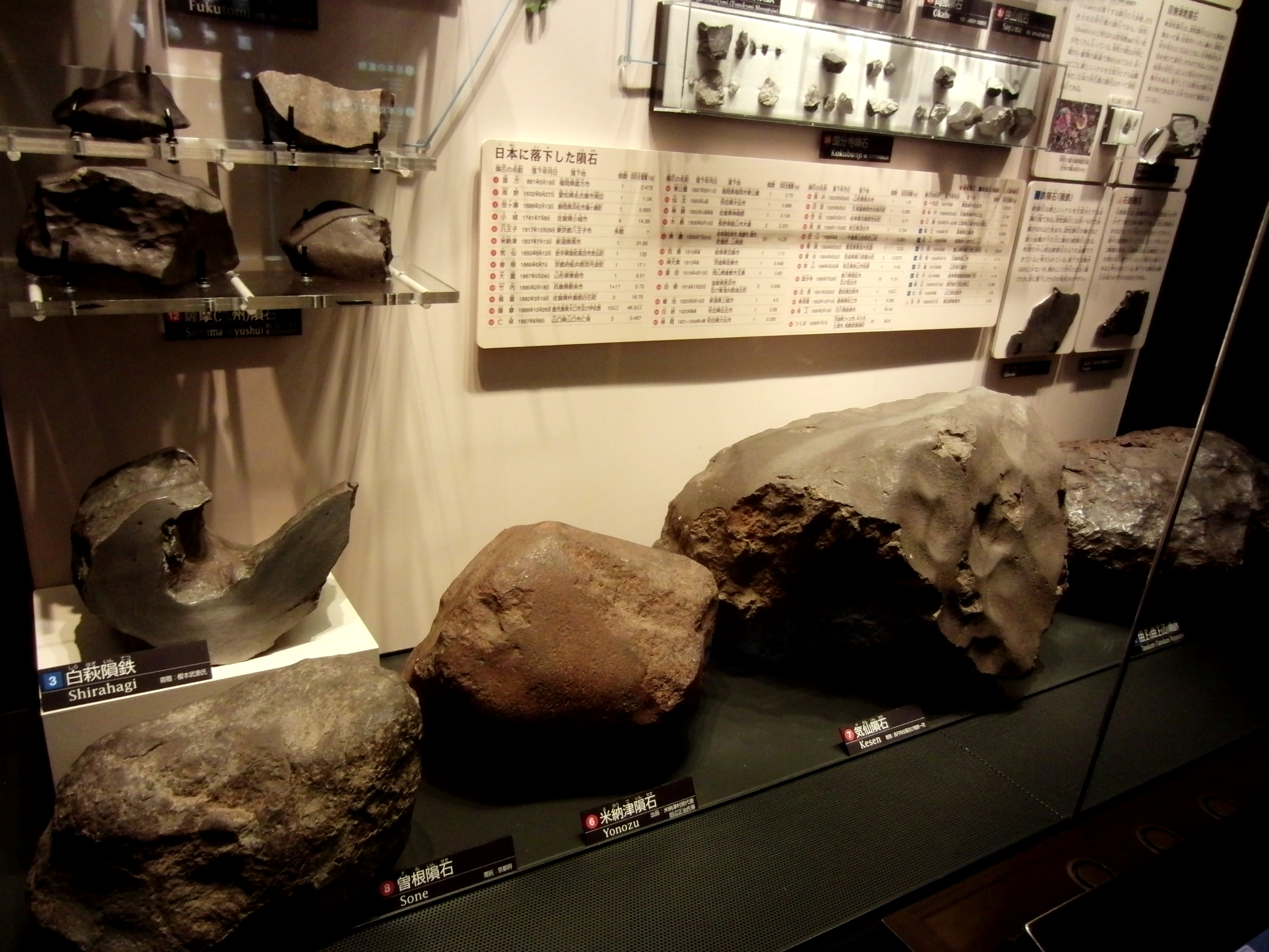
日本に落下した隕石。薩摩隕石、白萩隕鉄、曽根隕石、米納津隕石、気仙隕石、田上隕鉄、国分寺隕石、美保関隕石など。国立科学博物館の展示。

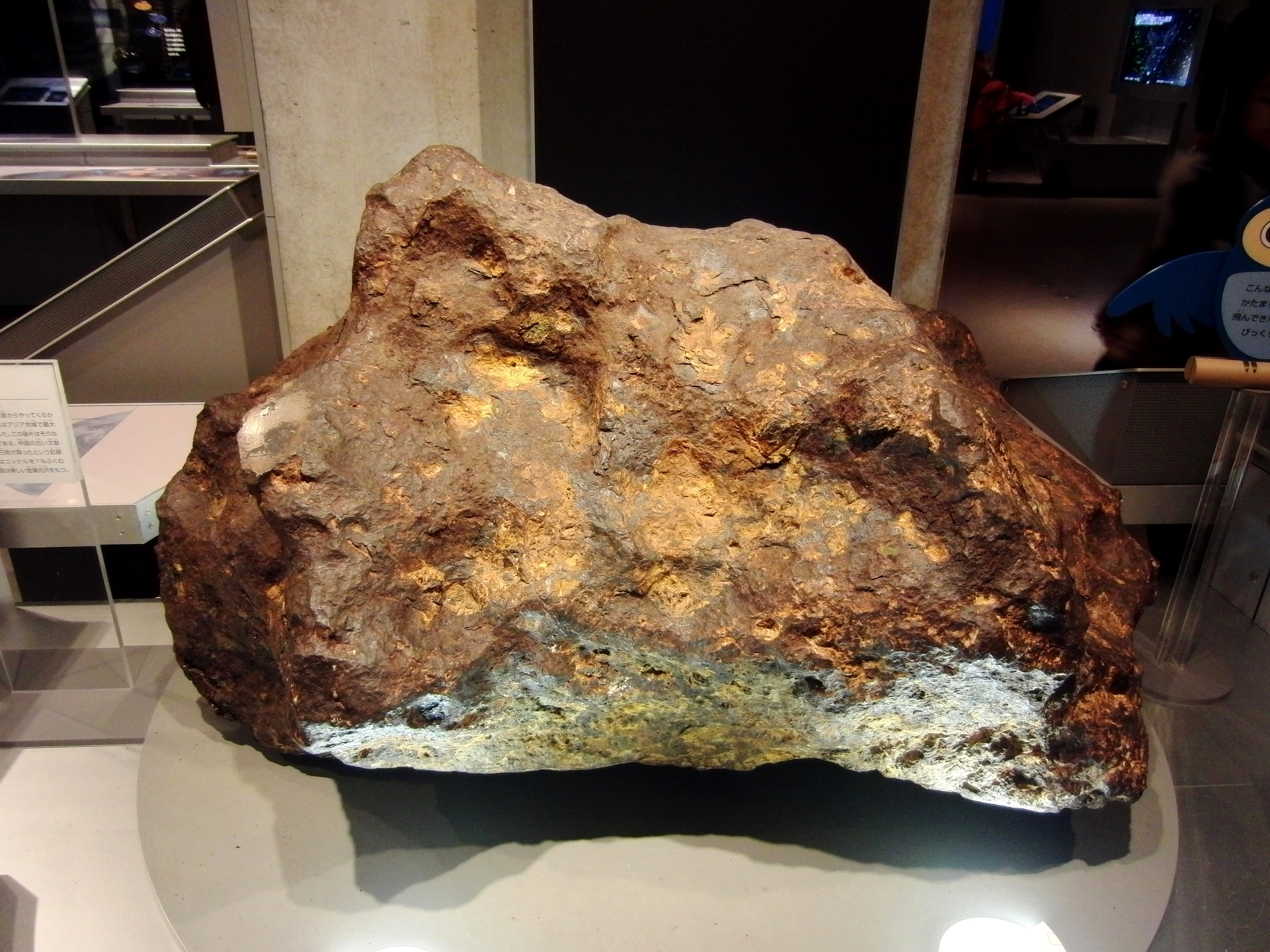
中華人民共和国に落下した南丹隕石の中で最大の破片。1710kg。国立科学博物館の展示。

国全体の面積が小さい日本では、落下する隕石の数はそれほど多くないものの、人口密度の高さゆえ、隕石落下に伴う火球の目撃や落下した隕石の回収率は高い。隕石と認定されたものは50個ほどである。最古のものは、861年5月19日（貞観3年4月7日）に福岡県直方市に落下し、須賀神社に保存されている直方隕石 (472グラム) である。これは落下記録が残るものとしては現存最古である（従来は1492年11月7日にアルザスのエンシスハイムに落下したエンシスハイム隕石 (127キログラム) だった。ただし直方隕石が実際に落下したのは1749年7月13日（寛延2年5月29日）とする説も存在する。
南極地域観測隊が1969年にやまと山脈のふもとに集積していた9個の隕石を採集したことに端を発し、その後、南極大陸の特定の場所（基本的には山脈のふもと）に氷河の動きにより隕石が集積するのが明らかになり、現在まで1万6700個（極地研より）の隕石を発見・回収した結果、日本は世界で二番目に多くの隕石を保有する国となった。南極で発見された隕石の大半は国立極地研究所の南極隕石研究センターが保管しており、分類と研究が進められている（詳細は「南極隕石」を参照）。
他に、海外で発見された隕石を博物館などが保有しているものもある。

## 命名
新しい隕石には、回収地点に近くにある恒久的な特徴を有する場所に因んだ、なるべく具体的な名前が付けられる。妥当な名称としては河川、山、湖、湾、岬、島などの地理的特徴や市町村や郡、州などの政治的特徴、公園、史跡、鉄道駅などの人為的活動の場所などがあり、その他の建物や商業地域、学校、橋、道路、ゴルフコースなどの、主に直近の人為的活動に関連した場所は一般的に認められないが、人口がまばらで地名が少ない地域ではやむを得ず恒久的でないものや極端な場合には地元の非公式な名称などが用いられることもある。
同一地域内に2個以上の異なる由来の隕石が落下した場合、利用可能であれば別の地理的特徴を命名に用いる。そうでない場合は(a)、(b)、(c) とアルファベットの符号をつけて区別する。

### 南極の隕石の命名
南極大陸やサハラ砂漠のように、隕石の採集が密集している地域では、地理的情報を伝える一般的な接頭辞と、適切な一連の数字の接尾辞を付けるべきであるとされる。
南極で発見された隕石は、総称して南極隕石と呼ばれる。南極隕石は同じ地点で大量に発見されるため、特別な命名がなされる。
日本の南極地域観測隊がやまと山脈で発見した隕石は、総称してやまと隕石 (Yamato meteorites) と呼ばれる。当初は命名規則どおり、 (a) 、 (b) 、 (c) などの符号をつけて識別していたが、数が膨大になったため、現在は「やまと75105」(Yamato 75105, Y-75105) などと番号で呼ばれる。5桁の数字の上2桁は発見年を示し、残りの3桁はその年に発見された隕石の通し番号を示している。この隕石はやまと山脈で1975年に発見された105番目の隕石であることを意味している。同様に、あすか基地周辺で発見された隕石は Asuka (A-)、アランヒルズ周辺で発見された隕石は Allan Hills (ALH-) と名づけられる。この命名は、正式な命名規則が決定するまで、暫定的に国際的に認められることになっている。

## 発見時に行う手続き
隕石は落下時に、地球の重力によって激しく分解され、大気との断熱圧縮で激しく発熱する。このとき隕石表面が融け、溶融殻 (Fusion crust) が出来る。しかし、一般に隕石かどうかの判定は専門家でないと困難である。また、落下直後ならば見つけやすい。屋根を突き破って落ちてきたり、木の枝が折れていて下に見慣れない岩石があったときは隕石である可能性が高い。また、火球が観測された翌朝に発見されることも多い。
しかし、実際に隕石が発見されるのは極めて稀である。山中や川原などで隕石のように見える石を見つけても、ほとんどは地球上に存在する鉱物、岩石、もしくは鉄鉱石を人間が加工した人工物である。いずれにしても鑑定するには大学の研究室やそれに類する研究機関に送付する必要がある。実際の鑑定としては、落下直後ならば、隕石中に含まれる放射性核種の壊変（崩壊）に伴う放射線の測定、また、酸素同位体測定、希ガス同位体測定などの同位体比測定を用いる。しかし、これらの測定は破壊分析のため用いる試料が微量（数マイクログラムから数ミリグラム）必要となる。隕石は大気圏突入前まで宇宙線に曝されているため、エネルギーの高い宇宙線による隕石構成元素の核破砕反応によって26Alなどさまざまな核種が生成される。これらには当然放射性核種も含まれる。中には極めて短寿命の放射性核種も存在するため、落下直後（数時間以内）に測定を行うことは、核宇宙化学にとって非常に重要である。
隕石と称して岩石を売る業者（国内外問わず）があるが、本物である可能性は極めて低い。これも鑑定が困難なことに起因している。
日本では、一般に、最初に拾い上げた人物が所有権を主張することができるとされる。ただし、私有地において見つけた（拾い上げた）場合、地面にめり込んでいるかいないかで所有権が分かれ、埋まっている場合は、土地の所有者の物とされ、埋まっていない場合、拾い主に権利がある。土地の所有者が真剣に所有権を主張した場合、この限りではない。また、同じく建物にめり込んだ場合は建物の所有者が権利を主張できる。
隕石や化石の国外への持ち出しを禁じている国もある。

## 地名・伝承との関連
日本各地には「星」にちなんだ地名が残り、その多くが隕石あるいは流星に関わる伝承を持っている。また、隕石と思われる遺物はしばしば信仰の対象となり、日本のみならず海外にも残る（一例として、ヘリオガバルス帝は太陽神ヘーリオスの御神体として隕石を祀っていた）。

### 隕石の落下にまつわるもの
- 星崎（愛知県名古屋市南区星崎）
  - 星宮社は、舒明天皇の時代（629年 - 641年）にこの地へ星が降り、それを祭るために創建されたといわれる。8世紀、13世紀にもこの地方に隕石が落ちたという言い伝えがある。星宮社から南西700メートルほどにある喚續神社の記録では、寛永9年8月14日（1632年9月27日）の午前0時過ぎ、南野村に隕石が落ちた。石は喚續神社へ寄進され長く社宝として祀られていた。1976年に国立科学博物館の村山定男によって隕石と確認され、南野隕石と命名される。現在は国立科学博物館に所蔵され、日本で2番目に古い隕石とされている。
- 星田（大阪府交野市星田）
  - 日本で２番目の記録に残る隕石が弘仁7年（816年）7月23日に妙見山と付近2ヶ所に落下[16]。妙見山には馬蹄形の窪地が今も残っている。
  - 星田妙見宮では星降る信仰があり、北斗七星も信仰する。
- 妙見山 (大阪府・兵庫県)
  - 970年以前の）昔、大阪府豊能郡能勢町稲地に大きさ手まりほどの星が天降り、村民達が恐れて巫女の口を借りて尋ねた。『我は北辰大菩薩なり。国土守護のためこの地に降りた。清浄な地に移し、一心に祈念すれば、諸願成就せしめん』このようなお告げに村民は喜び、早速、当時「東の高嶽」と呼んでいた 後の妙見山となる山に隕石・御神体を移しお祀りした。落下位置から東南8キロメートル程の妙見山（豊能郡能勢町野間中（の）字）にて今でも祀られ 関西一の妙見菩薩信仰の場となっている。その星（隕石）の天降ったと言われる所には今でも「元妙見」としたお堂が建てられ、代々平田姓の家が守っている。
- 美星（岡山県井原市美星町星田）
  - 星田川近くにある星尾神社に3つの隕石が落下した伝説を基にしている。また町内には美星スペースガードセンターがあり文部科学省の補助金によって、財団法人日本宇宙フォーラムにより2000年に建設された。観測業務は特定非営利活動法人日本スペースガード協会が行っている。
- 星居山（広島県神石高原町阿下）
  - 孝徳天皇の時代の大化元年（645年）元日の夕方に一帯を真昼のごとく照らし流星が落ちる事象が長く続いたので、この評判を聞いた天皇はこの年の8月、自らも星居山へ行幸し体験、「星ノ居山」と命名。
- 星岡町・天山町（愛媛県松山市星岡町・愛媛県松山市天山町）
  - 天から山が降ってきた地とされ、円状に5つの岡が並んでいる。「世々を経て 幾代になりぬ 久方の 天下りけん 星岡の山」との歌も伝えられている。

### 隕石に関する遺物
- 青龍寺の「念仏石」（京都市東山区）
  - 門を入って左手の石の上に据えられている。幅50センチメートル・長さ1メートル・厚さ30センチメートルほどの岩で、叩くと「カーン」と金属音が響くところから隕鉄と考えられている。科学的調査は行われていないが、もしこれが隕鉄だとすれば日本で最大級の隕石となる。本堂内にも小型のものが収められている。これらが落下した状況はもちろん、寺に納められた経緯・時期も不明である。
- カアバ神殿の御神体「黒石」（サウジアラビア メッカ）
  - イスラム教の聖地であるメッカのカアバ神殿の御神体は、もともと「月からの隕石」であると伝えられていた。

## 密輸
2019年、中華人民共和国の浦東国際空港税関は、隕石の虚偽の輸入申告を次々と摘発した。同年7月だけでもロシアなどから送られてきた国際速達郵便物から、虚偽および輸入規定に違反した隕石のかけら57個計3.86キログラムを押収した。また、9月には虚偽申告により持ち込まれた857キログラムもの隕石が発見されている。中国国内で、誰がどういう目的で隕石を求めているかは不明。